# Differenciált szolgáltatás
A differenciált szolgáltatás üzleti szolgáltatások és szoftver programtervezési mintája, ahol a szolgáltatások automatikusan igazodnak a felhasználó azonosságához, vagy a szolgáltatás környezetéhez. Ismert okos szolgáltatás vagy kontextusfigyelő szolgáltatásként is.
Néhány szűk technikai terület használja, de ezeket nagyrészt le is fedi. Ilyenek a távközlés, és az internet technikája. Egyes marketing források említik, hivatkozva a felhasználók különbségeire. Azonban általános elvként alkalmazva a differenciált szolgáltatás ennél sokkal több, mivel javítja a szolgáltatásorientált architektúra rugalmasságát. 
A szolgáltatások különböző aspektusai tehetők különbözővé:
- Információminőség. A szolgáltatás a prémium felhasználókat azonnal értesíti a részvények árának változásáról, míg a többit negyedórás késéssel.
- Biztonság. Ha a hálózati szolgáltatás nem biztonságos, akkor a felhasználók korlátozottan férhetnek hozzá adatokhoz, egyes érzékeny adatokat nem érhetnek el, mint pénzügyi információk.
- Piaci szegmentáció. Az egyes ügyfelek számára különböző hirdetéseket jelenítenek meg érdeklődésüktől függően.

## Példák
- Pay-As-You-Drive Insurance (PAYD)
- Telematics 2.0

## Fordítás
Ez a szócikk részben vagy egészben  a   Differentiated service című angol Wikipédia-szócikk fordításán alapul.  Az eredeti cikk szerkesztőit annak laptörténete sorolja fel. Ez a jelzés csupán a megfogalmazás eredetét és a szerzői jogokat jelzi, nem szolgál a cikkben szereplő információk forrásmegjelöléseként.